# Mysolaelaps
Mysolaelaps es un género de ácaros perteneciente a la familia  Laelapidae.

## Especies
- Mysolaelaps alpinus Guo-Tianyu, Pan-Fenggeng & Yan-G, 1999
- Mysolaelaps parvispinosus Fonseca, 1935